# Loris Campana
Loris Campana (Marcaria, 3 agosto 1926 – Mantova, 3 settembre 2015) è stato un pistard italiano.
Fu campione olimpico nell'inseguimento a squadre ai Giochi di Helsinki 1952.

## Carriera
Nei pochi anni di attività, Campana rimase sempre dilettante, ma colse importanti risultati sia ai Giochi olimpici sia ai mondiali, cui partecipò quattro volte. Ai Giochi di Helsinki del 1952 vinse il titolo olimpico nell'inseguimento a squadre con Mino De Rossi, Guido Messina e Marino Morettini. Lo stesso anno, ai mondiali di Parigi, si aggiudicò la medaglia di bronzo nell'inseguimento individuale, risultato che migliorò l'anno successivo a Zurigo con l'argento.

## Palmarès
- 1952

Giochi olimpici, Inseguimento a squadre

## Piazzamenti

### Competizioni mondiali
- Campionati del mondo

Parigi 1952 - Inseguimento individuale: 3º
Zurigo 1953 - Inseguimento individuale: 2º
- Giochi olimpici

Helsinki 1952 - Inseguimento a squadre: vincitore